# Modern femkamp vid olympiska sommarspelen 1928
Resultat från tävlingarna i modern femkamp vid olympiska spelen 1928. 

## Medaljörer
| Spel         | Guld                 | Silver             | Brons                |
| Individuellt | Sven Thofelt Sverige | Bo Lindman Sverige | Helmut Kahl Tyskland |

## Medaljtabell
| Pl. | Nation   | Guld | Silver | Brons | Totalt |
| --- | -------- | ---- | ------ | ----- | ------ |
| 1   | Sverige  | 1    | 1      | 0     | 2      |
| 2   | Tyskland | 0    | 0      | 1     | 1      |

## Deltagande nationer
| - Belgien (3) - Tjeckoslovakien (3) - Danmark (2) - Finland (3) - Frankrike (3) - Tyskland (3) - Storbritannien (3) | - Ungern (1) - Italien (3) - Nederländerna (3) - Polen (3) - Portugal (1) - Sverige (3) - USA (3) |